# Chorigyne
Chorigyne Harling – rodzaj wieloletnich epifitów z rodziny okolnicowatych, obejmujący 7 gatunków, endemicznych dla Kostaryki i Panamy.

## Morfologia
ŁodygaSkrócona.
LiścieUlistnienie naprzeciwległe. Blaszki liściowe dwuklapowane.
KwiatyKwiaty jednopłciowe, zebrane w kolbę wspartą 2–5 liściastymi pochwami. Kolby cylindryczne do niemal kulistych. Kwiaty męskie asymetryczne, wyraźnie szypułkowe, z gruczołkowatymi listkami okwiatu, położonymi przeważnie tylko po stronie odosiowej oraz główkami pręcików z gruczołem wydzielniczym na wierzchołku. Kwiaty żeńskie wolne, z dobre rozwiniętymi okwiatem. Łożyska 4, niemal wierzchołkowe. Morfologicznie cztery szyjki słupków całkowicie zrośnięte w jeden.
OwoceWolne, jagodopodobne.

## Systematyka
Pozycja systematyczna według Angiosperm Phylogeny Website (aktualizowany system APG IV z 2016)Należy do podrodziny Carludovicioideae, rodziny okolnicowatych, w rzędzie pandanowców (Pandanales) zaliczanych do jednoliściennych (monocots).
Gatunki
- Chorigyne cylindrica R.Erikss.
- Chorigyne densiflora R.Erikss.
- Chorigyne ensiformis (Hook.f.) R.Erikss.
- Chorigyne paucinervis R.Erikss.
- Chorigyne pendula (Hammel) R.Erikss.
- Chorigyne pterophylla R.Erikss.
- Chorigyne tumescens R.Erikss.